# Айв, Джонатан

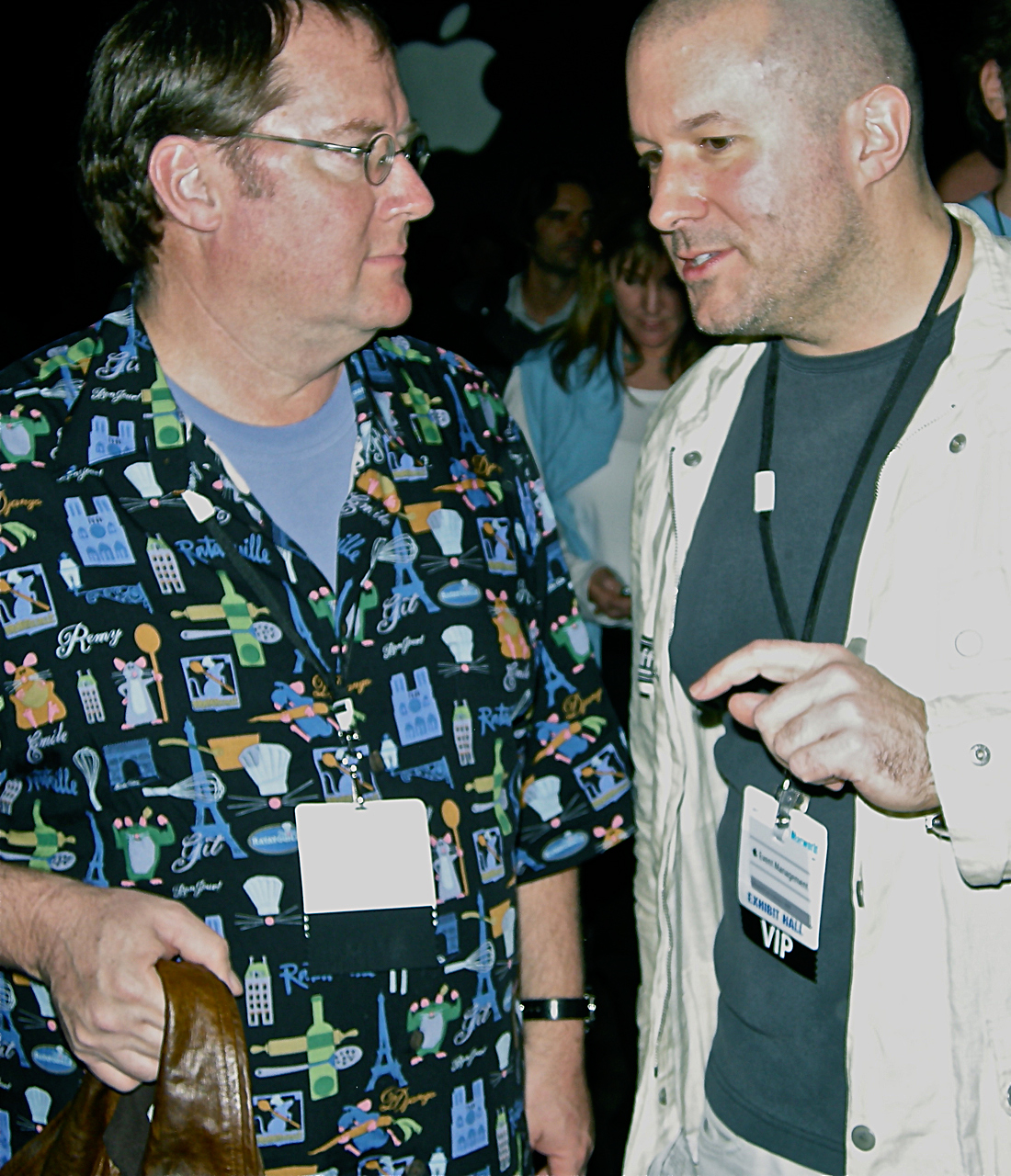
Джонатан Айв (справа) с Джоном Лассетером на открытии MacWorld Expo 2008

Сэр Джо́натан Пол «Джо́ни» Айв KBE (англ. Jonathan Paul „Jony“ Ive; род. 27 февраля 1967 года, Чингфорд) — американский топ-менеджер и дизайнер. Бывший главный директор по дизайну (CDO) компании Apple, основатель дизайн-студии LoveFrom и технологической компании io, впоследствие проданной OpenAI за 6,5 миллиардов долларов.
Известен как дизайнер iMac, алюминиевых и титановых PowerBook G4, MacBook, MacBook Pro (Unibody), iPod, iPhone, iPad.

## Биография
Почему мы считаем, что простота — это хорошо? Потому что, когда мы имеем дело с предметами, нам важно чувствовать, что мы управляем ими. Упорядочивая хаос, вы находите способ подчинить себе предмет. Простота — это не только наглядный стиль. Это не минимализм или отсутствие беспорядка. Чтобы достичь простоты, необходимо прорыть туннель в недрах сложности. Чтобы быть по-настоящему простым, нужно добраться до самой глубины. К примеру, если вам не хватает каких-нибудь винтиков, вы рискуете создать нечто чрезмерно сложное и запутанное. Но куда лучше сосредоточиться на простоте, познать её, разобраться, из чего она состоит. Чтобы избавиться от второстепенного, нужно проникнуть в суть предмета.
Джонатан Айв родился в районе Чингфорд города Лондон, графства Эссекс, Великобритания, где и провёл своё детство.
В 1985 году изучал дизайн и искусство в Политехническом институте Ньюкасла (ныне — Нортумбрийский университет).
В 1987 году женился на Хизер Пегг. Сейчас у них двое сыновей-близнецов.
В 1989 году становится совладельцем лондонской фирмы Tangerine Design, где занимался дизайном расчёсок и сантехники.
В 1992 переезжает в Сан-Франциско, чтобы стать дизайнером в Apple Inc.
В 1997 становится вице-президентом промышленного дизайна Apple Inc., заменив Роберта Бруннера, за рекомендацией последнего.
В 1998 представил оригинальный iMac.
В 1999 представил Apple iBook, 22" Cinema Display, PowerMac G4 Tower и iSub.
В 2000 году запустил Apple G4 Cube. Получил степень почётного доктора в Университете Нортумбрии (Ньюкасл-апон-Тайн).
В 2001 году Apple представила титановый PowerBook G4 и портативный MP3-плеер iPod.
В 2002 году запустил новые iMac с 15" и 17" дисплеями на шарнирах. Представленный eMac — версия iMac, специально разработанная для использования в сфере образования.
В 2003 году представляет 12" PowerBook и 17" PowerBook толщиной 1 дюйм и весом 6,8 фунта, самый лёгкий и тонкий в мире ноутбук на тот момент.
В 2004 году представляет iPod mini и ультратонкий iMac G5.
В 2005 году назначен старшим вице-президентом по промышленному дизайну корпорации Apple Inc. Представляет Mac mini.
В 2005 году стал командором ордена Британской империи (CBE).
9 января 2007 года на конференции Macworld Expo Стив Джобс позвонил ему прямо во время презентации iPhone с этого же устройства, который только что представил всему миру.
В 2007 году признан № 33 в топ-49 мужчин издательством AskMen. Представил новое устройство iPod nano, который, помимо аудио, воспроизводит видео, а также iPod touch и смартфон iPhone с сенсорным экраном.
Для мультфильма «ВАЛЛ-И» студии Pixar, вышедшего в 2008 году, Айв разработал дизайн одного из главных героев — робота Евы.
Представляет MacBook Air 13" толщиной от 0,4 до 1,94 см. Считается первым представителем ультрабуков.
В 2010 представляет планшетный компьютер Apple iPad.
23 мая 2012 года был посвящён в рыцари-командоры ордена Британской империи (KBE), став сэром.
29 октября 2012 года в связи с уходом Скотта Форстолла из компании Apple занимается разработкой дизайна мобильной системы iOS.
В 2013 году представил новый дизайн iOS 7, убрав из него весь скевоморфизм.
В мае 2015 года был назначен на пост главного директора по дизайну компании Apple.
В 2015 представляет MacBook 12" c габаритами 0,35-1,31 Т, 28,05 Д, 19,65 Ш и весом всего 920 граммов — самый тонкий и легкий ноутбук по сей день. Выделяется также отсутствием каких-либо портов, за исключением Minijack 3.5 и USB-C, выполняющего все функции, в том числе зарядку.
В конце июня 2019 года было объявлено о том, что Джонатан Айв покидает свой пост в Apple. Официальных причин ухода объявлено не было, но если посмотреть последние проекты, которыми занимался Айв для Apple, то его реальная работа в компании закончилась еще в 2016 году, далее он осуществлял контроль за креативной командой. Новость об уходе Айва широко освещалась в мировых СМИ, а глава Apple Тим Кук даже вынужден был опубликовать опровержение статьи в TWSJ о том, что причиной ухода стало отсутствие понимания между Куком и Айвом. Рынок отреагировал на уход главного дизайнера Apple падением акций компании и уменьшением ее капитализации почти на 9 млрд долларов. Джонатан Айв основал собственную дизайн-компанию LoveFrom, первым клиентом которой стала Apple.
В 2024 году Айв основал компанию io, занимающуюся разработкой устройств на базе искусственного интеллекта, совместно с OpenAI. В мае 2025 года OpenAI приобрела io за 6,5 миллиардов долларов. По условиям сделки, дизайнерская фирма Айва LoveFrom осталась независимой, но получила контроль над дизайном всех продуктов OpenAI, включая программное обеспечение.

## Признание
В ноябре 2005 года The Sunday Times внесла Айва в список наиболее влиятельных британцев нашего времени:

Джонатана Айва нельзя назвать самым богатым или самым высокопоставленным лицом в списке, но он, безусловно, входит в число самых влиятельных, как человек, придумавший дизайн iPod.— The Sunday Times, 27 ноября 2005 г.
В 2006 году на голосовании, проводимом журналом Macworld за наиболее значительное событие в истории Apple, приход Айва в компанию в 1992 году занял шестое место.
Королевский промышленный дизайнер. Почётный член Королевской инженерной академии.
Почётный доктор Оксфорда (2016).